# An Online Odyssey
Es un CD promocional de la banda británica Jamiroquai. El sencillo solo tuvo 10 000 copias, el sencillo fue distribuido en 1000 copias en Uk, 100 a España, 50 a Bélgica y solo 10 en Estados Unidos. El disco salió a la venta promocionando la página Web de la banda y el nuevo disco en ese entonces A Funk Odyssey. El sencillo solo tenía una canción inédita Snooze you Lose.

## Lista de canciones
- Black Capricorn Day
- Snooze You Lose
- Black Capricorn Day(Video)

- Datos: Q4750189